# Charles de Tornaco
Charles de Tornaco va ser un pilot de curses automobilístiques belga que va arribar a disputar curses de Fórmula 1.
Charles de Tornaco va néixer el 7 de juny del 1927 a Brussel·les, Bèlgica i va morir el 18 de setembre del 1953 degut a les ferides rebudes en un accident disputant el Gran Premi de Modena.

## A la F1
Va debutar a la tercera temporada de la història del campionat del món de la Fórmula 1, la corresponent a l'any 1952, disputant el 22 de juny el GP de Bèlgica, que era la tercera prova del campionat.
Charles de Tornaco va participar en quatre curses puntuables pel campionat de la F1, repartides en dues temporades, 1952 i 1953.

## Resultats a la Fórmula 1
| Any  | Equip                | Xassís  | Motor   | 1   | 2   | 3     | 4       | 5   | 6   | 7       | 8       | 9   | Posició | Punts |
| ---- | -------------------- | ------- | ------- | --- | --- | ----- | ------- | --- | --- | ------- | ------- | --- | ------- | ----- |
| 1952 | Ecurie Francorchamps | Ferrari | Ferrari | SUI | 500 | BEL 7 | FRA     | GBR | ALE | HOL Ret | ITA NVS |     | -       | 0     |
| 1953 | Ecurie Francorchamps | Ferrari | Ferrari | ARG | 500 | HOL   | BEL NVS | FRA | GBR | ALE     | SUI     | ITA | -       | 0     |

### Resum
| Curses: | Victòries: | Pòdiums: | Poles: | Voltes ràpides: | Punts: |
| ------- | ---------- | -------- | ------ | --------------- | ------ |
| 4       | 0          | 0        | 0      | 0               | 0      |